# Лихачёва, Анастасия Борисовна
Анастасия Борисовна Лихачёва (род. 30 июня 1988, Москва) — российский политолог, специалист в области международных отношений. Кандидат политических наук. Декан факультета мировой экономики и мировой политики НИУ ВШЭ. Директор Центра комплексных европейских и международных исследований НИУ ВШЭ.

## Биография
Анастасия Борисовна Лихачёва родилась 30 июня 1988 года в Москве.
В 2005 году поступила в Национальный исследовательский университет «Высшая школа экономики» (НИУ ВШЭ) на факультет экономики, специализация «Экономика и финансы фирмы», который успешно окончила в 2009 году.
С 2009 года по 2011 год прошла обучение в НИУ ВШЭ на факультете мировой экономики и мировой политики по направлению «Международные отношения и европейские исследования». В 2010 году начала работать в Высшей школе экономики в должности «стажёр-исследователь».
С 2011 года по 2014 год обучалась в аспирантуре НИУ ВШЭ на факультете мировой экономики и мировой политики по специальности «Политические проблемы международных отношений, глобального и регионального развития».
С 2011 года по 2017 год была членом организационного комитета I—IX Международных российско-китайских Летних школ по международным отношениям.
В 2012 году находилась на стажировке в Гарвардском университете, в Центре российских и евразийских исследований имени Дэйвиса в качестве приглашённого исследователя. Является организатором и участником с российской стороны Рабочей группы по будущему российско-американских отношений (совместно с Гарвардским университетом). В 2018 году проходила стажировку как приглашенный исследователь в Северо-Западном Университете (Сиань, КНР)
С 2013 года по 2018 год была участником ежегодных ассамблей Совета по внешней и оборонной политике.
В 2015 году в МГИМО МИД России защитила диссертацию на соискание ученой степени кандидата политических наук на тему: «Дефицит воды как фактор современных международных отношений».
С 2015 года по 2019 год работала заместителем директора Центра комплексных европейских и международных исследований НИУ ВШЭ.
2017—2021 годы — заместитель декана по науке факультета мировой экономики и мировой политики НИУ ВШЭ.
С 2019 года — член Экспертного Совета Проектного Офиса Развития Арктики (ПОРА).
С 2019 года по 2021 год — директор Центра комплексных европейских и международных исследований НИУ ВШЭ.
С 2020 года — член Совета по внешней и оборонной политике.
С 2021 года — декан факультета мировой экономики и мировой политики НИУ ВШЭ, член Ученого Совета НИУ ВШЭ.
С 2024 года — член Научного Совета при Совете Безопасности РФ.

## Участие в научных конференциях
А. Б. Лихачёва принимает участие в научных конференциях, конгрессах, форумах, как в России, так и за рубежом, где выступает в качестве докладчика, члена орг. комитета, программного комитета.
Она является участником более 60 международных и российских конференций, в том числе на таких площадках, как Королевское географическое общество Великобритании, Всемирная неделя воды ООН в Стокгольме, Ассоциация международных исследований в США, Гарвардский, Пекинский, Эдинбургский университеты, Raisina Dialogue (Индия), Российская академия наук, Петербургский международный экономический форум (ПМЭФ), Международный дискуссионный клуб «Валдай» и других.

## Экспертная деятельность
Ведёт экспертную деятельность как участник диалогов высокого уровня в Индии, Китае, США, Марокко, Лихтенштейне, ряда экспертных групп при Минэкономразвития РФ, Министерстве по развитию Дальнего Востока РФ, международных экспертных консорциумов. Принимала непосредственное участие в проектах подготовки цикла экспертных докладов Международного дискуссионного клуба «Валдай» по повороту России к Азии и спецпроекте Совета по внешней и оборонной политике «Стратегия XXI века», где руководила рабочей группой по проблемам национальной идентичности и национального развития. Выступает экспертом по вопросам международной экономики и политики в СМИ.

## Просветительская деятельность
Регулярно выступает с мастер-классами и открытыми лекциями для молодых экспертов и аналитиков в России (проект «Учи учёного» с 2017 года)  и Казахстане (проект «Школа Аналитики» при Сенате Республики Казахстан в 2022—2023 годах), в подкастах, посвящённых международной проблематике (Мировой факультет, РСМД, Мировой беспорядок, Finversia и других).

## Научная деятельность

### Основные направления научных исследований
- Геоэкономика;
- Евразийские исследования;
- Отношения России со странами Азии;
- Сибирь и Дальний Восток;
- Водные ресурсы[7].

## Научные работы
Автор и соавтор более 70 научных работ, в том числе 5 монографий и учебных пособий.

### Монографии и учебные пособия
1.	Бордачев Т. В., Зиновьева Е. С., .Лихачева А. Б. Теория международных отношений в XXI веке: учебник. — М.: Международные отношения. — 2015—232 с. — ISBN 978-5-7133-1481-1.
2.	Караганов С. А., Бордачёв Т. В., Лихачёва А. Б. и др. К Великому океану — 5: от поворота на Восток к большой Евразии : доклад Международного дискуссионного клуба «Валдай». — Москва : [б. и.], 2017. ISBN 978-5-906757-64-7
3.	Diesen G. E., Lukin A., Karaganov S. A., Lukyanov F., Grigoryev L. M., Bratersky M., Makarov I. A., Likhacheva A., Kurdin A., Krivushin I. Russia in a Changing World / Ed. by G. E. Diesen, A. Lukin. Singapore: Palgrave Macmillan, 2020. ISBN 978-981-15-1895-9
4.           Kashin V., Suslov D., Stepanov I. A., Yermakov V., Skriba A., Sapogova A., Kramnik I., Heininen L., Leksin V., Porfiriev B., Kryukov V., Nefedkin V., Pilyasov A., Putilova E., Soroka G., Lackenbauer W., Kikkert P., Østhagen A., Canova E., Escudé-Joffres C., Raspotnik A., Vidal F., Skalamera M., ZHAO L. ArcticFever. Political, Economic & Environmental Aspects / Ed. by A. Likhacheva. Palgrave Macmillan, 2022.
5.	Балытников В. В., Барабанов О. Н., Лихачева А. Б. и др. Трансформация российской публичной власти в условиях глобального кризиса / Под общ. ред.: Я. В. Болдинов. — М.: Академия социального управления. — 2023—220 с. ISBN 978-5-91543-346-4

### Основные публикации
1.	Лихачева А. Б. Водная проблема Центральной Азии: роли России, Китая и Ирана // Азия и Африка сегодня. 2014. № 3. С. 56—62.
2.	Лихачева А. Б. Российско-европейские отношения в урегулировании водно-энергетической проблемы Центральной Азии в среднесрочной перспективе // Вестник международных организаций: образование, наука, новая экономика. 2014. Т. 9. № 3. С. 47-67.
3.	Бордачев Т. В., Лихачева А. Б., Чжан С. Чего хочет Азия? // Россия в глобальной политике. 2015. Т. XIII. № 1. С. 82-95.
4.	Лихачева А. Б., Макаров И. А. Сибирь и Дальний Восток в роли гаранта водной безопасности АТР // В кн. : Поворот на Восток. Развитие Сибири и Дальнего Востока в условиях усиления азиатского вектора внешней политики России. / Под общ. ред.: И. А. Макаров. М.: Международные отношения, 2016. С. 266—282.
5.	Караганов С. А., Лихачёва А. Б. Учебник по геоэкономике для сверхдержавы // Россия в глобальной политике. 2016. Т. 14. № 5. С. 182—187.
6.	Лихачева А. Б. Вода и мир // Россия в глобальной политике. 2016. Т. XIV. № 4. С. 180—195.
7.	Likhacheva A. The Eurasian Economic Union and the Integration Process in the Asia Pacific // Asian Politics and Policy. 2018. Vol. 10. No. 4. P. 772—790.
8.	Лихачева А. Б., Калачигин Г. М. Дальний Восток и интеграция в Азию: настройка взаимосвязанности // Вопросы географии / Под общ. ред.: В. Котляков, В. Шупер. Вып. 148: Россия в формирующейся Большой Евразии. М.: Издательский дом «Кодекс», 2019. Гл. 11. С. 210—227.
9.	Лихачева А. Б., Калачигин Г. М. Дальний Восток и интеграция в Азию: настройка взаимосвязанности // Вопросы географии. 2019. № 148. С. 210—227.
10.	Лихачевва А. Б. О стратегических эффектах односторонних санкций: российский опыт // Финансовый журнал. 2021. Т. 13. № 4. С. 52-66.
11.	Likhacheva A. Intelligence, Technology, and Ethics // Russia in Global Affairs. 2021. Vol. 19. No. 4. P. 118—121.
12.	Likhacheva A., Stepanov I. A. Russian Arctic Policy: Opportunities for the Development of the Siberian and Far Eastern Regions // Regional Research of Russia. 2021. Vol. 11. P. S13-S22.
13.	Лихачева А. Б. О стратегических эффектах односторонних санкций: российский опыт // Финансовый журнал. 2021. Т. 13. № 4. С. 52-66.
14.	Лихачева А. Б., Зайцев А. А., Королев А. С., Степанов И. А. Петербургский международный экономический форум 2021. Экспертные заключения. [б.и.], 2021.
15. Likhacheva A. Russia and Sanctions: The Transformational Domestic and International Effects of Unilateral Restrictive Measures // Russian Politics. 2021. Vol. 6. No. 4. P. 478—502.
16. Лихачева А. Б. «Ни воды, ни войны»: проблема пресной воды в международных отношениях первой четверти XXI века // Международная аналитика. 2023. Т. 14. № 4. С. 21-36. ISSN: 2587-8476
17. Лихачева А. Б. Какой в новых условиях должна быть подготовка будущих международников // Профиль. 2024.
18. Likhacheva A., Kalachyhin H., Abdolova S., Kamenkovich N. Water Dimension of BRICS Cooperation: National Challenges and Joint Opportunities // BRICS Law Journal. 2021. Vol. 8. No. 2. P. 41–65.
19. Likhacheva A. Water Challenge and the Prospects for BRICS Cooperation // Strategic Analysis. 2019. Vol. 43. No. 6. P. 543–557.